# Czepino
Czepino [t͡ʂɛˈpinɔ] (Wintersfelde của Đức)  là một ngôi làng thuộc khu hành chính của Gmina Gryfino, thuộc hạt Gryfino, West Pomeranian Voivodeship, ở phía tây bắc Ba Lan, gần biên giới Đức. Nó nằm khoảng 5 kilômét (3 mi) phía đông bắc Gryfino và 16 km (10 mi) phía nam thủ đô khu vực Szczecin.
Ngôi làng có dân số 412 người.